# Успенский, Александр Витальевич
Александр Витальевич Успенский (род. 1943) — российский учёный в области инвазионной патологии животных, член-корреспондент РАСХН (2005), член-корреспондент Российской академии наук (2014).

## Биография
Родился 30 августа 1943 в с. Вперёд Струго-Красненского района Ленинградской области. Окончил Московскую ветеринарную академию им. К. И. Скрябина (1966).
Отец: Успенский Виталий, Мать: Успенская Лидия.
Вся дальнейшая биография связана с ВНИИ фундаментальной и прикладной паразитологии животных и растений им. К. И. Скрябина: аспирант (1966—1968), младший научный сотрудник (1969—1971), старший научный сотрудник (1972—1974), ведущий научный сотрудник (1975—1988), заведующий лабораторией диагностики (с 1989), заместитель директора по научной работе (2002), директор (2002 — январь 2018), заведующий лабораторией паразитарных зоонозов (январь — август 2018), с августа 2018 г. — руководитель научного направления.
Доктор ветеринарных наук (1987), профессор (1997), член-корреспондент РАСХН (2005), член-корреспондент РАН (2014).
Научные интересы: разработка средств и методов диагностики, профилактики и борьбы с гельминтозоонозами (трихинеллёз, эхинококкоз, бовисный цистицеркоз, спарганоз и др.), ветеринарный контроль мяса и мясопродуктов.
Под его руководством разработаны диагностическая аппаратура для выделения личинок трихинелл (АВТ, АВТ-У, АВТ-Л) и устройство для трихинеллоскопии в полевых условиях (ТП-2).

## Награды, премии, другие отличия
Награждён знаком «Изобретатель СССР», а также 2 золотыми, 4 серебряными и 5 бронзовыми медалями ВДНХ и ВВЦ.

## Семья в военное и до военное время (Великая Отечественная война)
Отец: Виталий Успенский учился в Ленинградском сельхоз. институте (зоотехник и ветеринарный врач). Затем был отправлен на работу в Псковскую область. Не служил - язва желудка и подозрение на глаукому. Работал в отрасли сельского хозяйства, имел ряд наград и медалей как ветеран труда СССР.
Мать: Успенская Лидия - известны некоторые рассказы детей (сестры Успенского А.В. - Гера, Лариса, Эльвира) про случаи непростой жизни в военное время: "Мама помогала партизанам, кормила их. Партизаны приходили по условному сигналу, когда Лидия вывешивала знак. Один раз, как только немцы ушли, она подала знак партизанам - те пришли, поели, подарили газету (о ситуации на фронтах сражений и т.д.). Неожиданно немцы решили вернуться, и она прогнала партизан, а газету, еле успев скомкать, бросила в печь и прикрыла крышкой. После разговора с немцами (знала немецкий) и их ухода, обнаружила торчащий из печи подгоревший клок газеты - чуть не хватил приступ от испуга (всю семью могли расстрелять если газету бы обнаружили)".
Работала художественным руководителем, затем директором в доме культуры (организовывала постановки спектаклей Чехова, Островского и др., хоры и другие мероприятия). 
Дед: Анатолий - работал бухгалтером тульского Главпочтамта.

## Основные работы
Опубликовал более 200 научных трудов, в том числе 3 монографии. Получил 9 авторских свидетельств и 8 патентов на изобретения.
Публикации:
- Эхинококкозы / соавт.: В. Б. Ястреб и др. — М., 1990. — 250 с.
- Профилактика трихинеллеза: рекомендации / соавт.: А. Я. Сапунов и др. — Краснодар, 1999. — 37 с.
- Спирометроз (спарганоз) животных и человека / соавт.: В. В. Горохов и др. // Ветеринария. 2001. № 12. С. 13-15.
- Профилактика пентастомозов / соавт.: В. В. Горохов, А. С. Москвин // Ветеринария. 2004. № 6. С. 11-15.
- Получение белков-антигенов Trichinella spiralis и их анализ методом Western-Blot / соавт. О. П. Курносова // Тр. Всерос. НИИ гельминтологии им. К. И. Скрябина. 2005. Т. 41. С. 229—233.
- Саркоцистоз северных оленей: метод. рекомендации / соавт.: Г. С. Сивков и др.; Всерос. НИИ вет. энтомологии и арахнологии и др. — Тюмень: ВНИИВЭА, 2007. — 33 с.
- Методические рекомендации по диагностике, профилактике и мерам борьбы с гельминтозами цирковых животных / соавт.: В. Е. Пасечник и др.; ГНУ Всерос. НИИ гельминтологии им. К. И. Скрябина. — М., 2008. — 50 с.
- Паразитарные зоонозы / соавт. В. В. Горохов. — М.: ВИГИС, 2012. — 335 с.
- Каталог коллекции гельминтов Центрального гельминтологического музея / соавт.: Н. А. Самойловская и др.; Всерос. НИИ гельминтологии им. К. И. Скрябина. — М.: Типография, 2014. — 519 с.